# Burgruine Berneck mit Buschelkapelle (Deggingen)
Die Burgruine Berneck ist eine abgegangene Höhenburg in Deggingen im Landkreis Göppingen. Im 19. Jahrhundert ist innerhalb der alten Wehranlage die Buschelkapelle errichtet worden.

## Lage
Unweit der zu Deggingen im Landkreis Göppingen gehörenden Ortschaft Berneck liegt die ehemalige Höhenburg Berneck am Albtrauf  über Deggingen. Der Burgstall liegt auf einer Höhe von 746 Meter. Ein Albvereinsweg führt vom Ort in 5 Minuten zur Burgstelle.

## Geschichte
Die Burg wurde um 1250 erbaut. Im Jahr 1288 ist sie erstmals urkundlich erwähnt worden, genannt wird Graf Konrad von Kirchberg von Berneck. Um 1350 wurde die Burg vermutlich bereits aufgegeben. Eine Urkunde aus dem Jahr 1372 nennt Peter von Berneck in Deggingen und Hans von Berneck in Ditzenbach; die Burg wird darin schon als Burgstall bezeichnet. 
Im Jahr 1435 befand sich die Burgstelle im Besitz der Grafen von Helfenstein. Die Burg stand wohl im Schatten der benachbarten Burg Hiltenburg, welche ebenfalls dem Grafen von Helfenstein gehörte.

## Anlage
Von der Burgstelle selbst sind nur noch zwei mächtige konzentrisch angelegte Halsgräben und überwachsene Mauerreste zu sehen. 
Auf der inneren Burgfläche steht die 1847 erbaute Buschelkapelle. Die Fläche der Kernburg misst etwa 50 × 40 Meter, das gesamte Burggelände nimmt eine Fläche von 70 × 70 Meter ein.

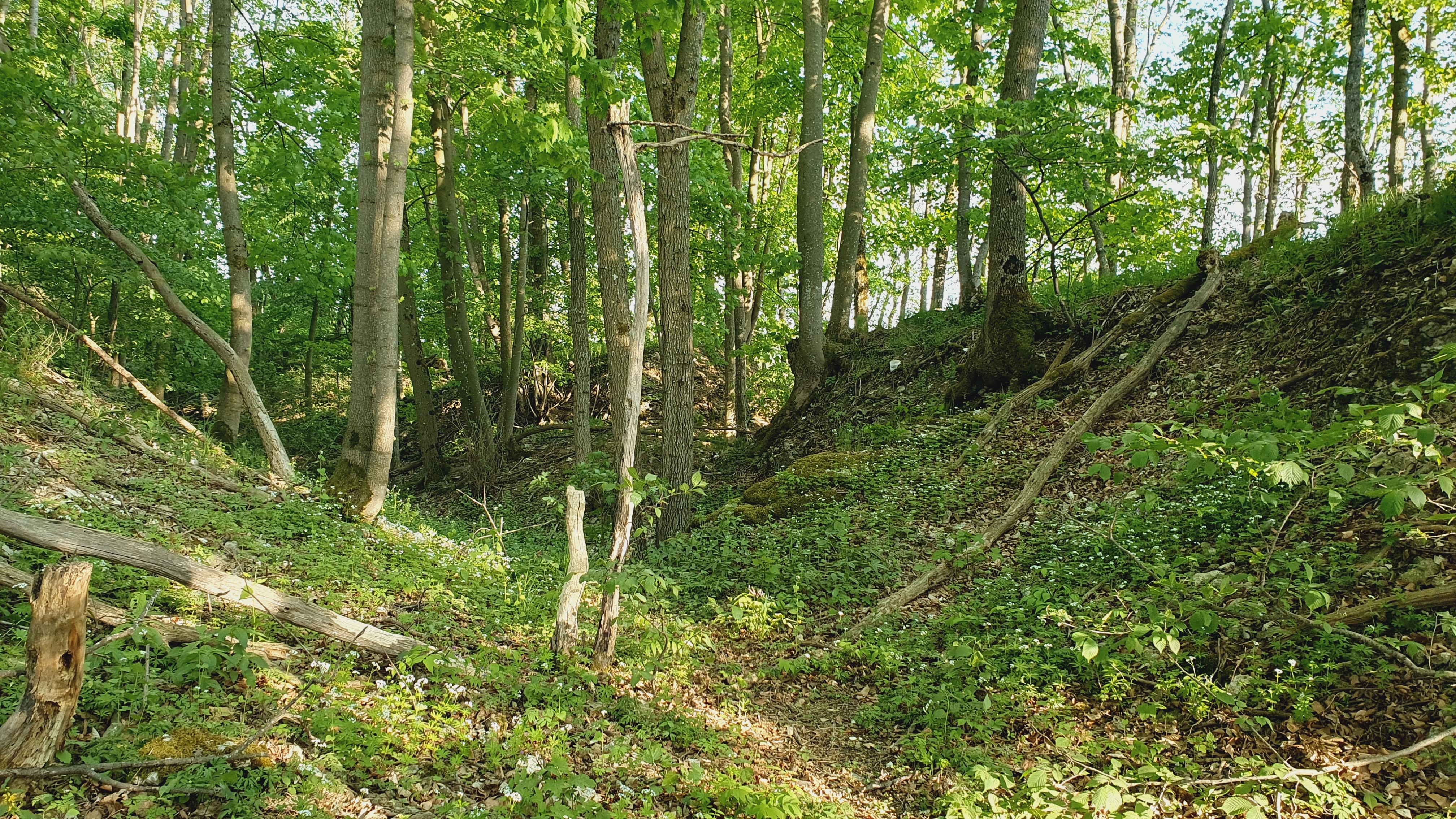
Der äußere Burggraben
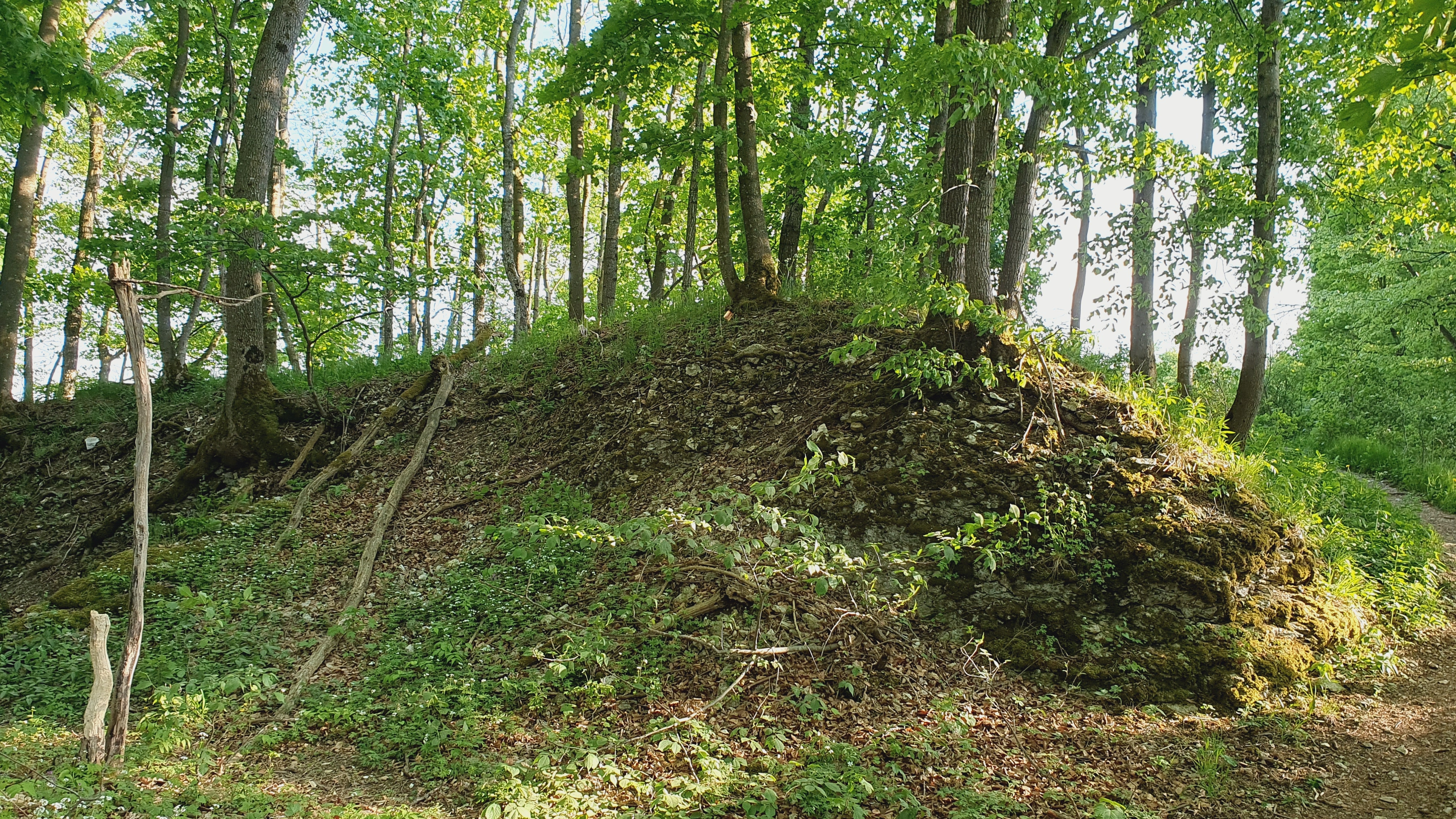
Der Wall am äußeren Graben
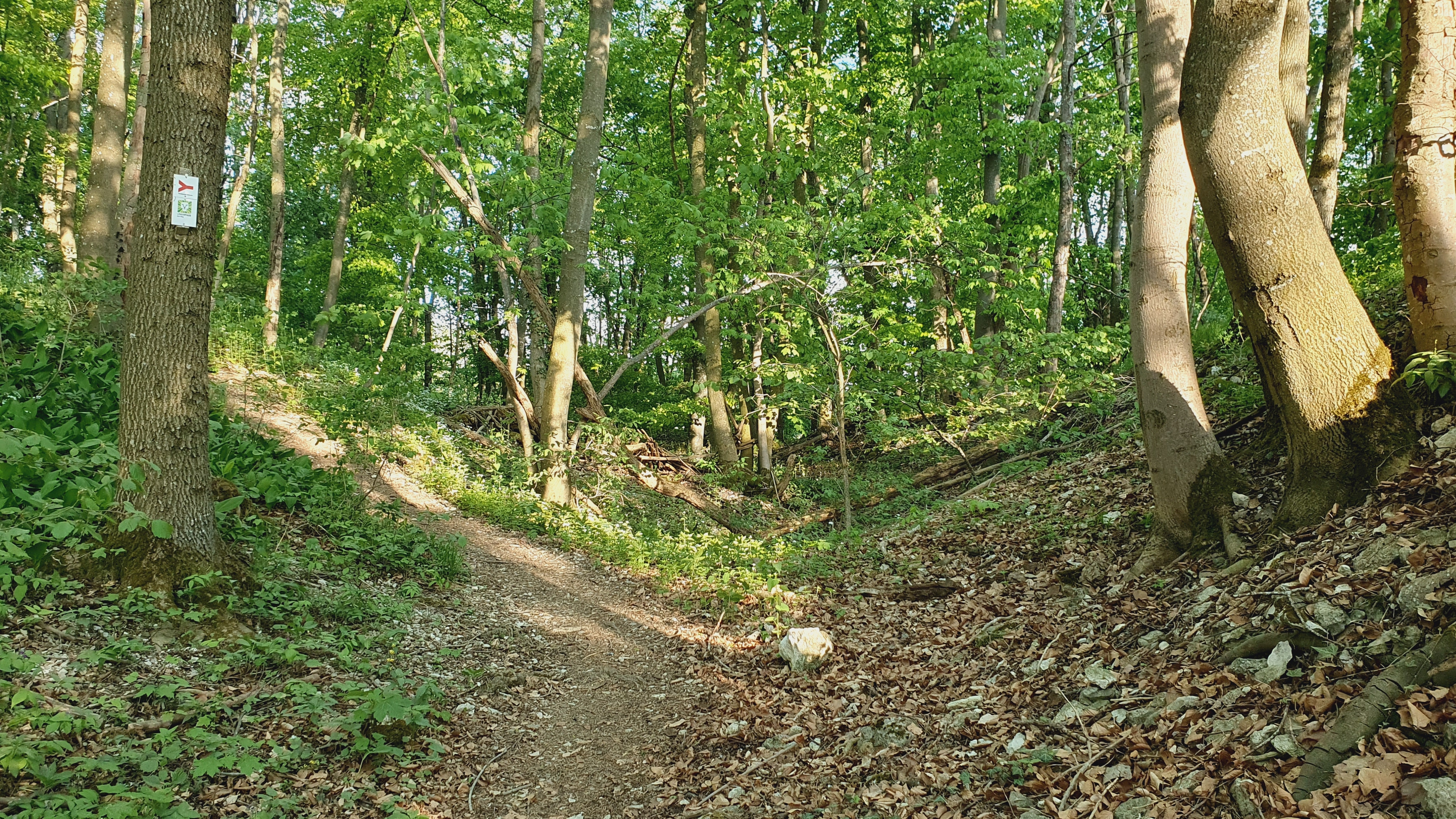
Der innere Graben
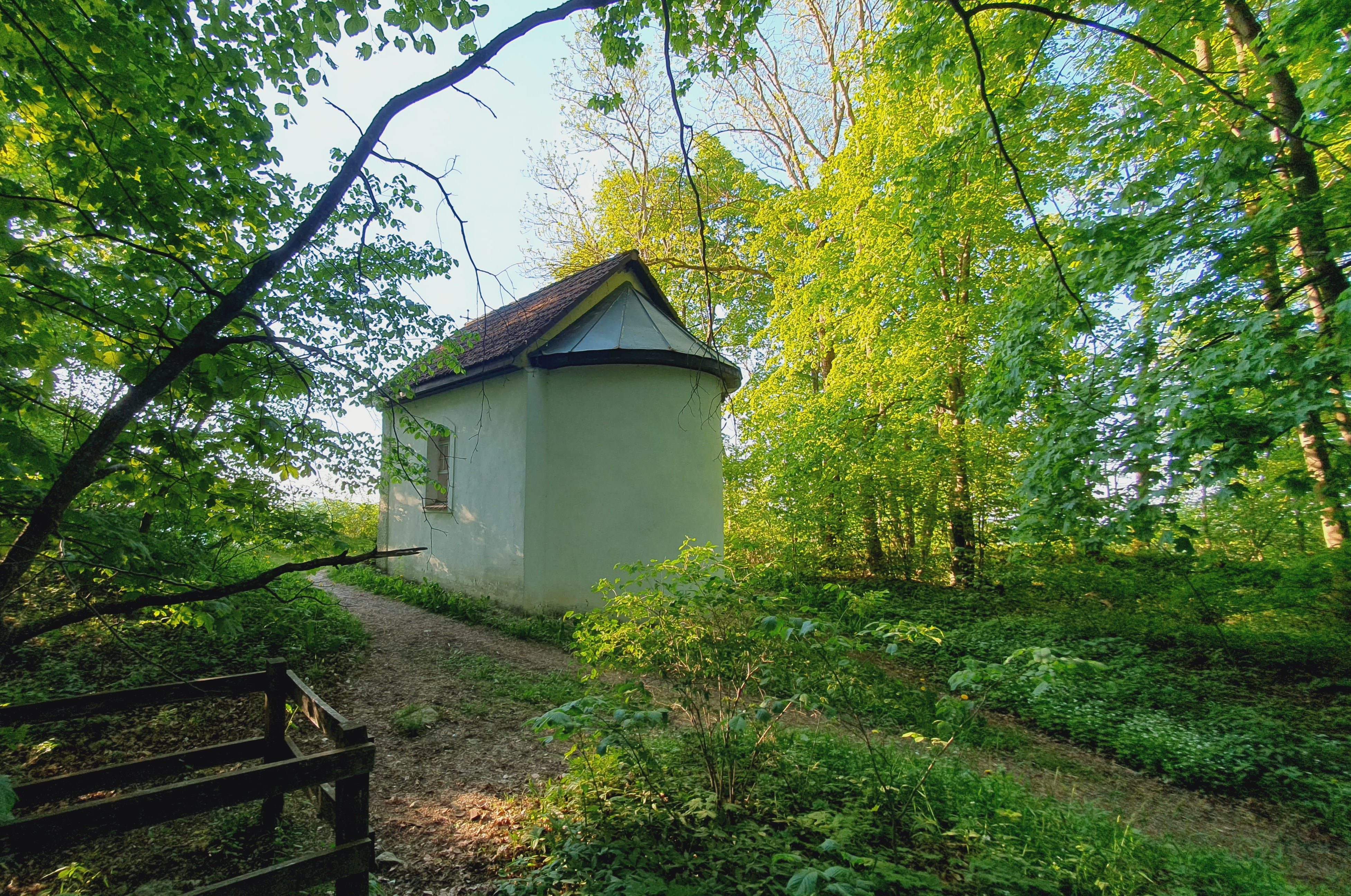
Die Burgstelle ist heute mit der Kapelle überbaut, links davor abgezäunt der Burgbrunnen
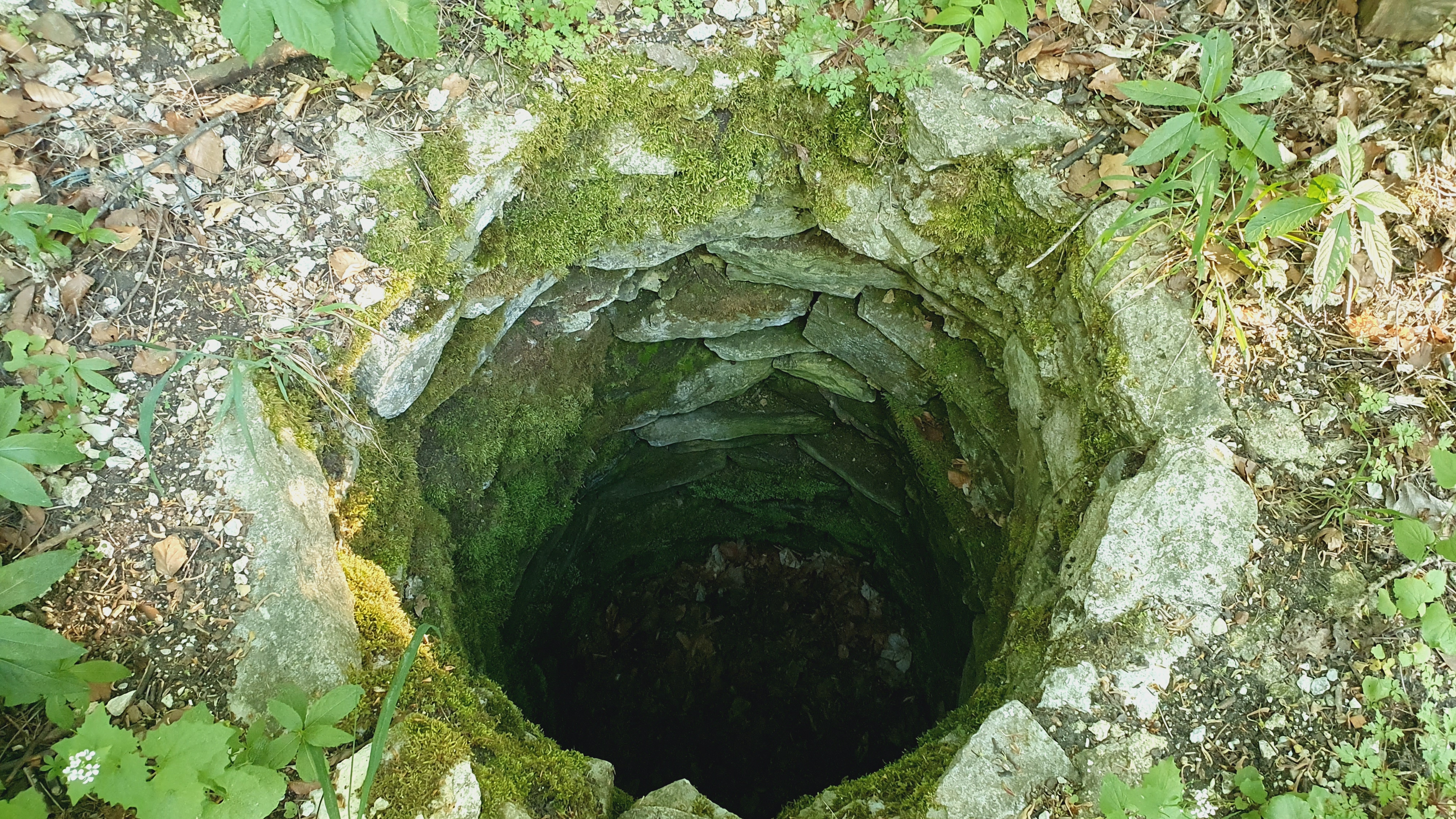
Das Brunnenloch

## Buschelkapelle
Auf dem Burggelände befindet sich die 1847 erbaute Buschelkapelle. Vom bischöflichen Ordinariat Rottenburg wurde 1860 eine Erlaubnis zur Zelebrierung der Heiligen Messe in der Kapelle erteilt. In der Kapelle befindet sich eine lebensgroße Madonna aus der Zeit um 1730.

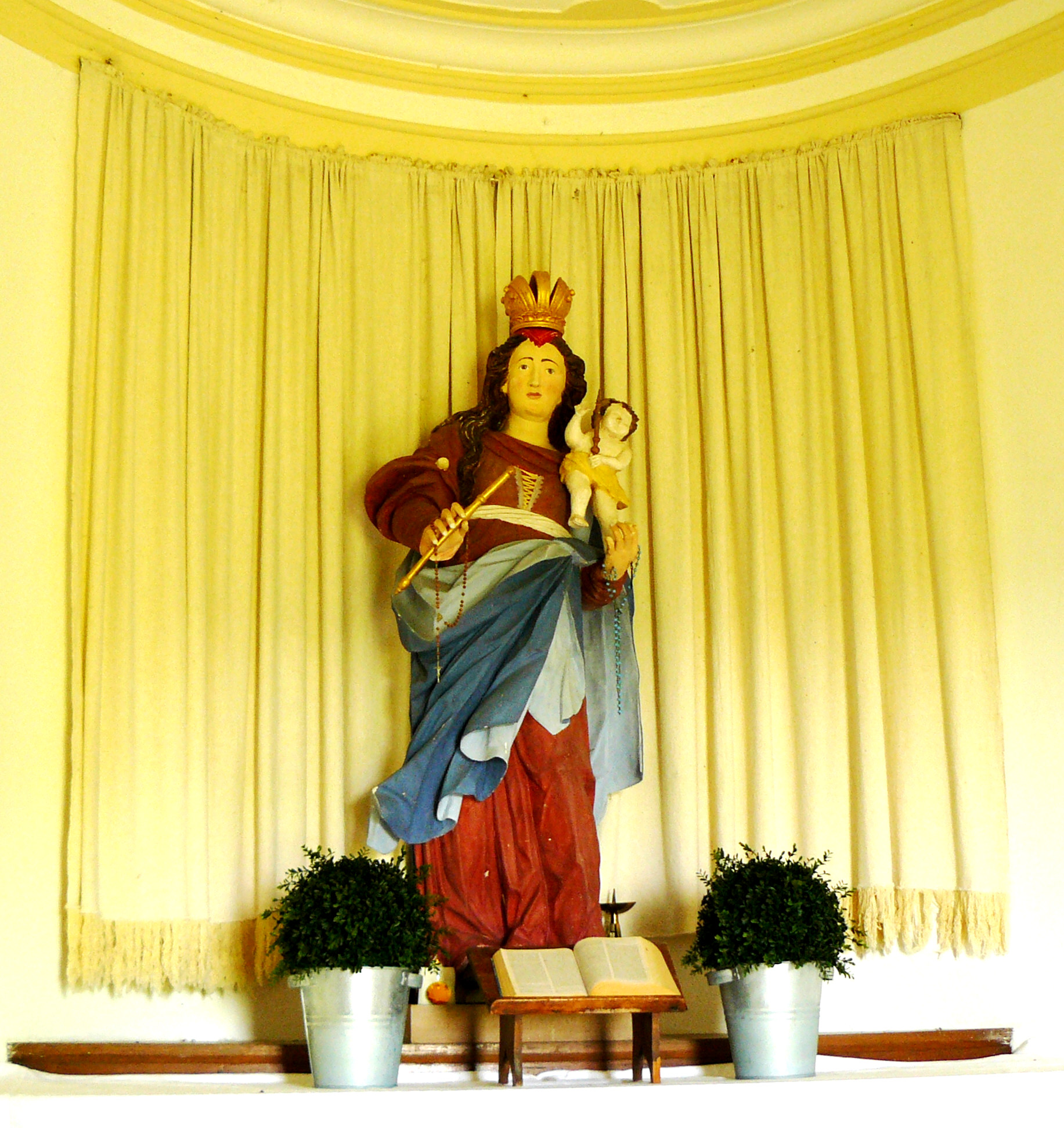
Die Madonna der Buschelkapelle in der Burgruine Berneck
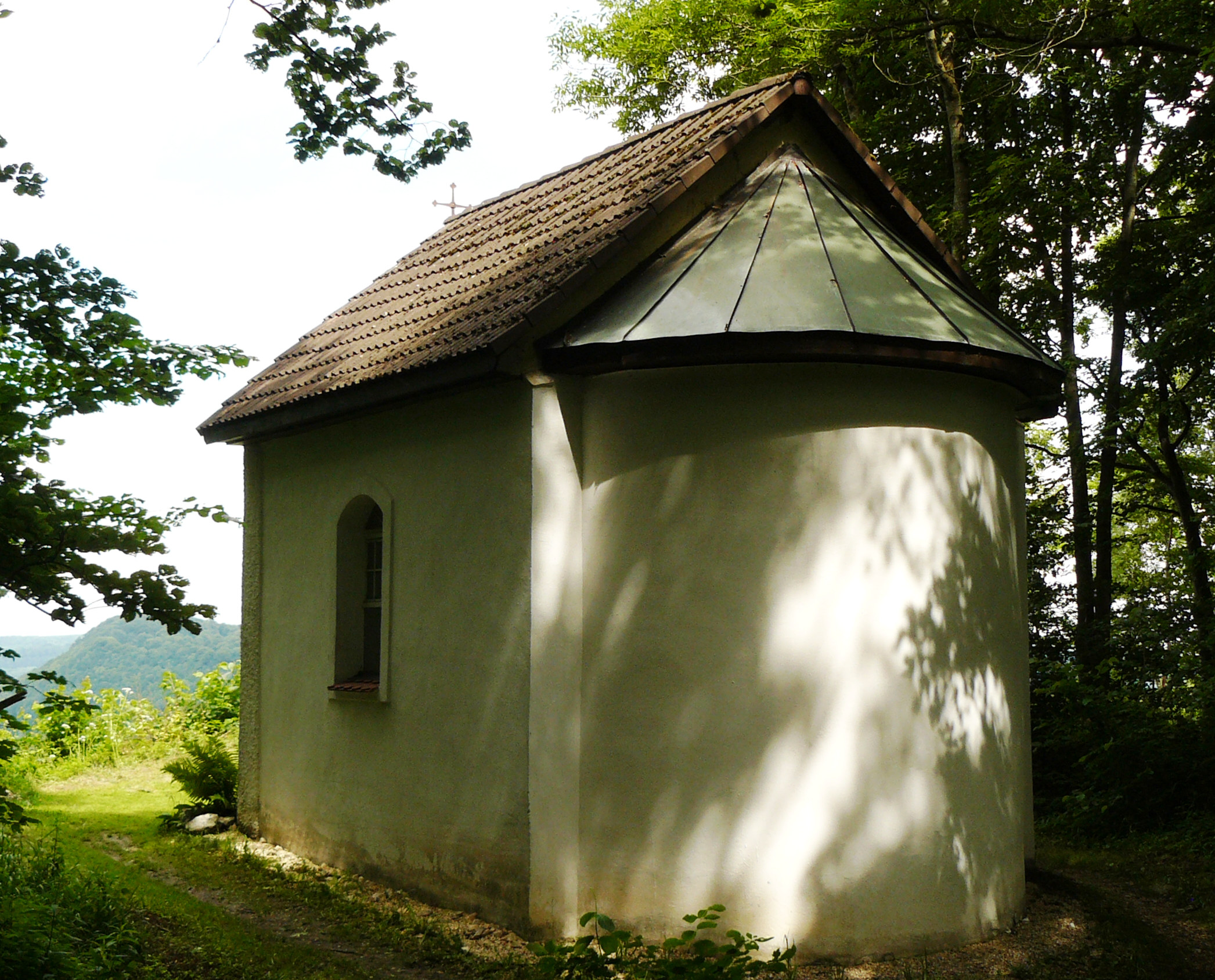
Rückansicht der Buschelkapelle in der Burgruine Berneck